# Пятнистый батимастер Дерюгина
Пятнистый батимастер Дерюгина (лат. Bathymaster derjugini) — вид морских лучепёрых рыб из семейства батимастеровых отряда скорпенообразных. Распространён в северо-западной части Тихого океана от Курильских островов и Татарского пролива до залива Петра Великого, Японское море. Обитает на глубинах от 0 до 65 метров. Демерсальная рыба умеренных вод. Питается зообентосом. Максимальная длина тела 18 см. В спинном плавнике 2 жёстких и 39—40 мягких лучей. В анальном плавнике 1—2 жёстких и 29—31 мягких лучей. Безвреден для человека, для оценки охранного статуса вида недостаточно данных, объектом промысла не является.